# Katosan (thana)
Katosan fou una divisió o thana de l'agència de Mahi Kantha, amb la missió de controlar un grup dels estats de l'agència. Aquestos estats eren: Maguna, Tejpura, Virsoda, Palej, Deloli, Kasalpura, Memadpura, Rampura, Ijpura, Ranipura, Santhal, Gokalpura i Muljinapura). Estava administrada per un ajudant de l'agent que residia al principat de Katosan (que no formava part dels estats de la thana). Tots els estats de la thana eren de setena classe i governats per kolis.